# Kawesqar

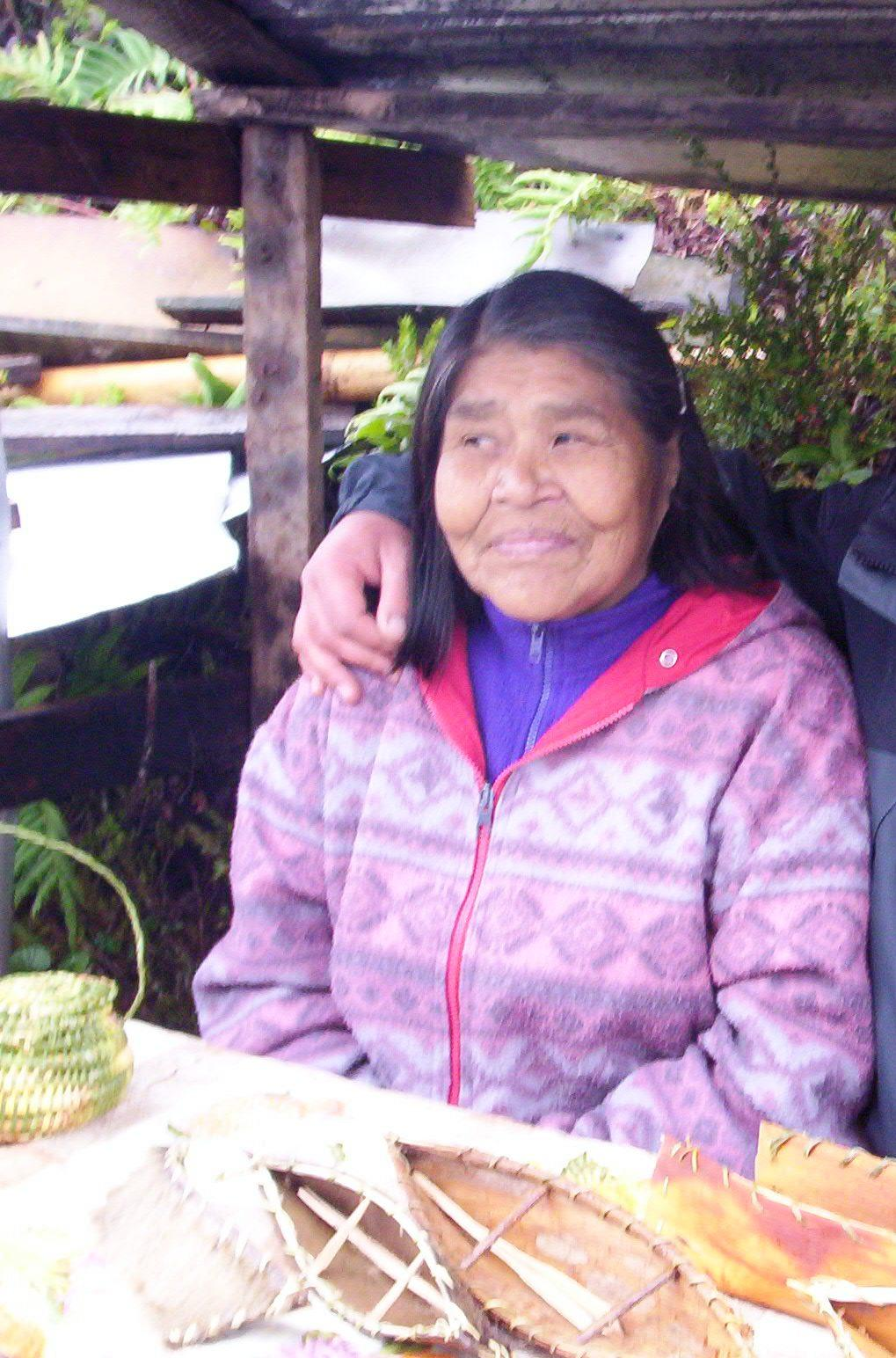
Kunsthandwerk-Verkäuferin aus dem Volk der Kawesqar in Puerto Edén

Das Volk der Kawesqar (übersetzt ‚Menschen‘), in deutscher Schreibweise Kaweskar (auch Kawéskar oder Kawashkar geschrieben, Fremdbezeichnung: Alakaluf oder Alakalufen, Halakwúlup), ist eine der vier ethnischen Gruppen, die bis Anfang des 20. Jahrhunderts in Westpatagonien siedelten. Ebenso wie die anderen Ureinwohner Feuerlands wurden sie dort im Zuge der Invasion und Besiedelung durch eurasische Siedler bereits Anfang des 20. Jahrhunderts fast vollständig ausgerottet.
Die Kawesqar sind eine von zehn indigenen Gruppen, die in Chile staatlich anerkannt sind.

## Statistik
1985 hat es (gemäß Brockhaus von 1988) noch etwa 50 Kawesqar gegeben.
Ihre heutige Zahl wird sehr unterschiedlich angegeben: Nach Ethnologue lag sie 2002 bei 2.620, nach den Erhebungen des evangelikal-fundamentalistisch ausgerichteten Bekehrungsnetzwerkes Joshua Project bei 2.000. Dabei handelt es sich heute vielfach um Mestizen, die sich als Kawesqar verstehen. Sprecher der nach SIL International fast ausgestorbenen Sprache (8b – nearly extinct) gab es 2006 noch 22.

„Es gebe nur noch vier Alte, die die Sprache der Kawésqar fließend sprächen, erzählt González. Er selbst werde von ihnen ausgelacht, wenn er es versuche.“

Nach den laufenden Erhebungen des Joshua Projektes bekennen sich heute noch 10 Prozent der Kawesqar zur traditionellen Religion, während 90 Prozent offiziell Christen sind.

## Geschichte

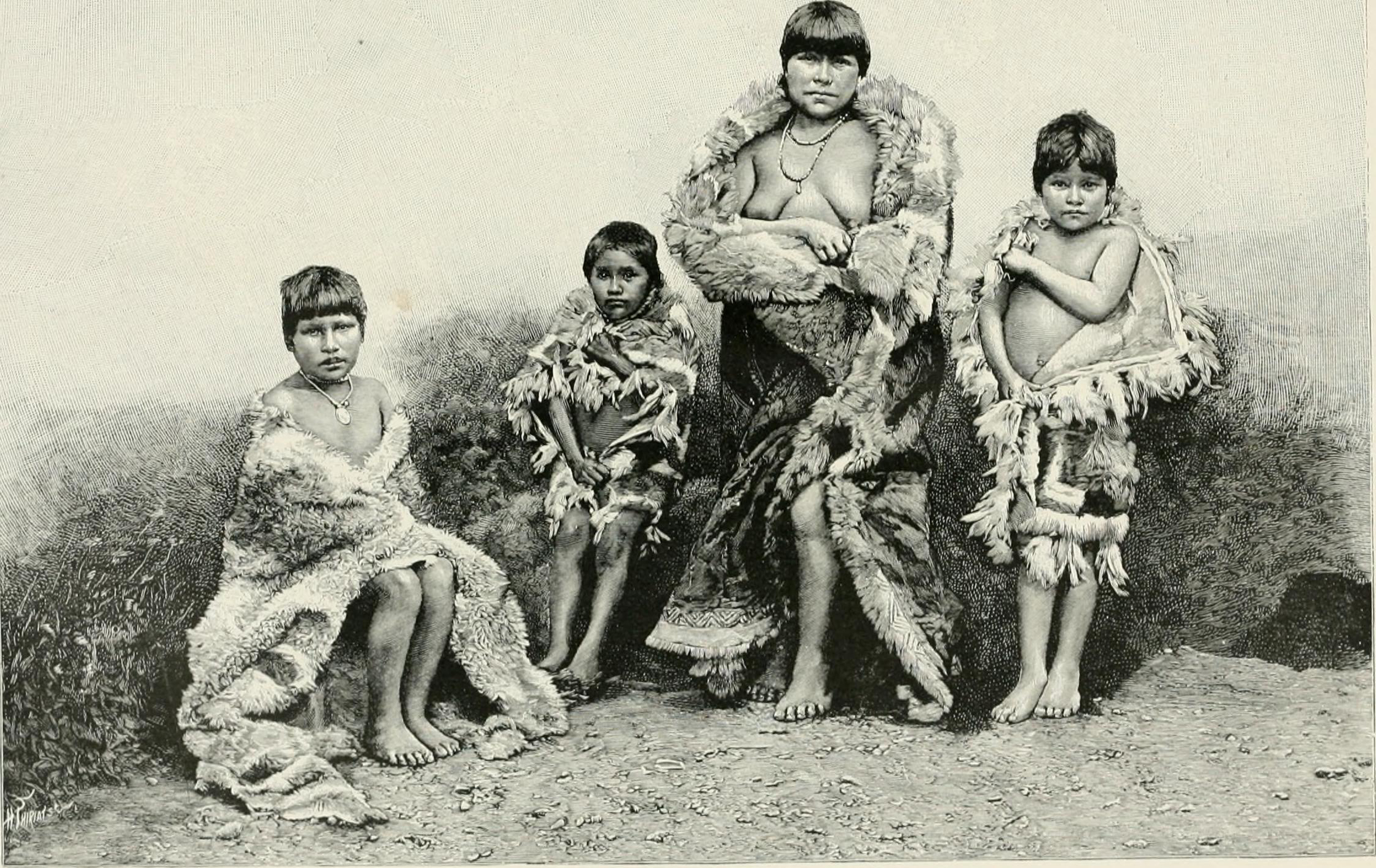
Kawesqar

Die Kawesqar siedelten als Seenomaden von der Brecknock-Halbinsel nordwärts in den Wasserkanälen an der Westküste von Patagonien. Ursprünglich reichte ihr Siedlungsgebiet bis in die Nähe von Puerto Montt. Einzelne Familien zogen in großen Rindenkanus von einem Lagerplatz zum anderen, auf der Suche nach Seelöwen, Fischen oder Pinguinen. Von den in Küstennähe errichteten Hütten wurden beim Weiterziehen die Holzgerüste zurückgelassen und dienten so oft nachkommenden Familien als Unterkunft.
Die Kawesqar kamen im Vergleich zu den anderen Ureinwohnern der Westküste Feuerlands und Patagoniens schon relativ früh in Kontakt mit den Weißen, die als Pelztierjäger und Walfänger in ihre Gebiete eindrangen. Der erste Europäer war der Entdecker García Jofre de Loaísa, der 1526 ihr Territorium betrat. Die Größe der Bevölkerung lag bis zum Ende des achtzehnten Jahrhunderts um 4.000 Personen. Bis dahin blieben die Kontakte jedoch sporadisch. Mit der Gründung von Fuerte Bulnes im Jahr 1843 auf der Brunswick-Halbinsel begann die Kolonisierung durch Chile. Von da an standen die Kawesqar dauerhaft in Kontakt mit den Kolonisten. Gewaltsame Auseinandersetzungen und Infektionskrankheiten, gegen die die Indigenen keine Abwehrkräfte hatten, dezimierten sie rapide. Ende des 19. Jahrhunderts gab es noch etwa 500 Kawesqar und 1925 nur noch 150.
1940 erließ die chilenische Regierung ein Gesetz zum Schutz der Kawesqar, von denen bis dahin fast niemand Spanisch sprach. Das Gesetz sah allerdings eine Zwangsumsiedlung nach Puerto Edén auf der Insel Wellington vor und hatte die Abhängigkeit von staatlicher Unterstützung und eine zunehmende Assimilation zur Folge. Um 1970 wurde ihnen eine zweisprachige Erziehung auferlegt, so dass die indigene Sprache aufgrund der geringen Personenzahl vor dem Aussterben steht. Während der Pinochet-Diktatur durfte die Kultur kaum gelebt werden und die Sprache war in den Schulen verboten.

1995 siedelten viele Kawesqar nach Puerto Natales und Punta Arenas um, da die Lebensbedingungen dort durch Arbeitsplätze in der Fischereiindustrie und den Verkauf von Kunsthandwerk an Touristen deutlich besser sind.

Verteilung der pre-hispanischen Völker Chiles

### Völkerschau der Kawesqar 1881/82
Eine Gruppe von elf verschleppten Kawesqar wurden 1881/82 auf einer von Carl Hagenbeck organisierten Völkerschauen-Tournee in Europa vorgeführt. Auf der Reise nach und in Zürich verstarben fünf von ihnen an Krankheiten wegen schlechter Ernährung, strapaziösen Reisen und fehlender Behandlung. Am Schluss kehrten nur vier lebend nach Chile zurück. Überreste der fünf Toten, die im Anthropologischen Institut der Universität gelagert worden waren, wurden 2010 in Chile beerdigt.